# Прове
Прове (лат. Prove) — бог в балтийско-славянской мифологии. Почитался как высшее божество в Старгарде (Вагрия). Связан со священными дубами, лесами и рощами, где и почитался во время празднеств, проводившихся во второй день недели жрецом.
Согласно одной из гипотез, имя Прове — видоизменение общеславянского имени бога грозы Перуна (ср. связь с дубом — деревом громовержца). По другой гипотезе (В. Пизани), имя Прове — один из эпитетов Перуна — *prav, «правый, справедливый», искажённый при передаче. Согласно третьему объяснению, Прове — бог плодородия, как и Поревит, чьи имена родственны слав. *pora, «изобилие, плодородие».

…По дороге пришли мы в рощу, единственную в этом краю, которая целиком расположена на равнине. Здесь среди очень старых деревьев мы увидали священные дубы, посвященные богу этой земли, Прове. Их окружал дворик, обнесенный деревянной, искусно сделанной оградой, имевшей двое ворот. Все города изобиловали пенатами и идолами, но это место было святыней всей земли. Здесь был и жрец, и свои празднества, и разные обряды жертвоприношений. Сюда каждый второй день недели имел обыкновение собираться весь народ с князем и с жрецом на суд. Вход во дворик разрешался только жрецу и желающим принести жертву или тем, кому угрожала смертельная опасность, ибо таким здесь никогда не отказывалось в приюте
…У славян имеется много разных видов идолопоклонства. Ибо не все они придерживаются одних и тех же языческих обычаев. Одни прикрывают невообразимые изваяния своих идолов храмами, как, например, идол в Плуне, имя которому Подага; у других божества населяют леса и рощи, как Прове, бог альденбургской земли, — они не имеют никаких идолов.— Гельмольд из Босау
Прове часто отождествляют с богом Проном, чтимым в Ольденбурге, описание которого даёт Конрад Бото в своей Саксонской хронике (1492):

1123 г. В Ольденбурге был бог, именовавшийся Проно, и он стоял на столбе, и имел в руке красное железо испытаний (proveyssen), и имел знамя, а еще длинные уши, и венец, и пару сапог, а под ногой — колокол.— Конрад Бото